# 李市镇站
李市镇站是一个成渝线上的铁路车站，位于四川省内江市隆昌市石燕桥镇，建于1952年，目前为四等站，目前客运：办理旅客乘降；不办理行李、包裹托运；货运：办理整车货物发到；不办理整车爆炸品及整车一级氧化剂发到。